# Weightless (Animals as Leaders)
Weightless è il secondo album in studio del gruppo musicale progressive metal Animals as Leaders, pubblicato l'8 novembre 2011 dalla Prosthetic Records.
L'album si è posizionato alla posizione 92 della Billboard 200 e settimo nella Hard Rock Albums, sempre di Billboard. Si è piazzato inoltre sedicesimo nella loro Independent Albums, avendo così la loro prima apparizione in una classifica Billboard.
Diversamente dal precedente lavoro degli Animal as Leaders questo album contiene nella sua formazione un trio formato da Tosin Abasi e Javier Reyes alle chitarre e Navene Koperweis alla batteria.

## Tracce
1. An Infinite Regression - 3:25
2. Odessa - 4:14
3. Somnarium - 4:15
4. Earth Departure - 5:10
5. Isolated Incidents - 3:47
6. Do Not Go Gently - 3:41
7. New Eden - 2:40
8. Cylindrical Sea - 4.32
9. Espera - 2:13
10. To Lead You to an Overwhelming Question - 4:50
11. Weightless - 5:15
12. David - 2:23

## Formazione
- Tosin Abasi - chitarra
- Javier Reyes - chitarra
- Navene Koperweis - batteria